# Sössen

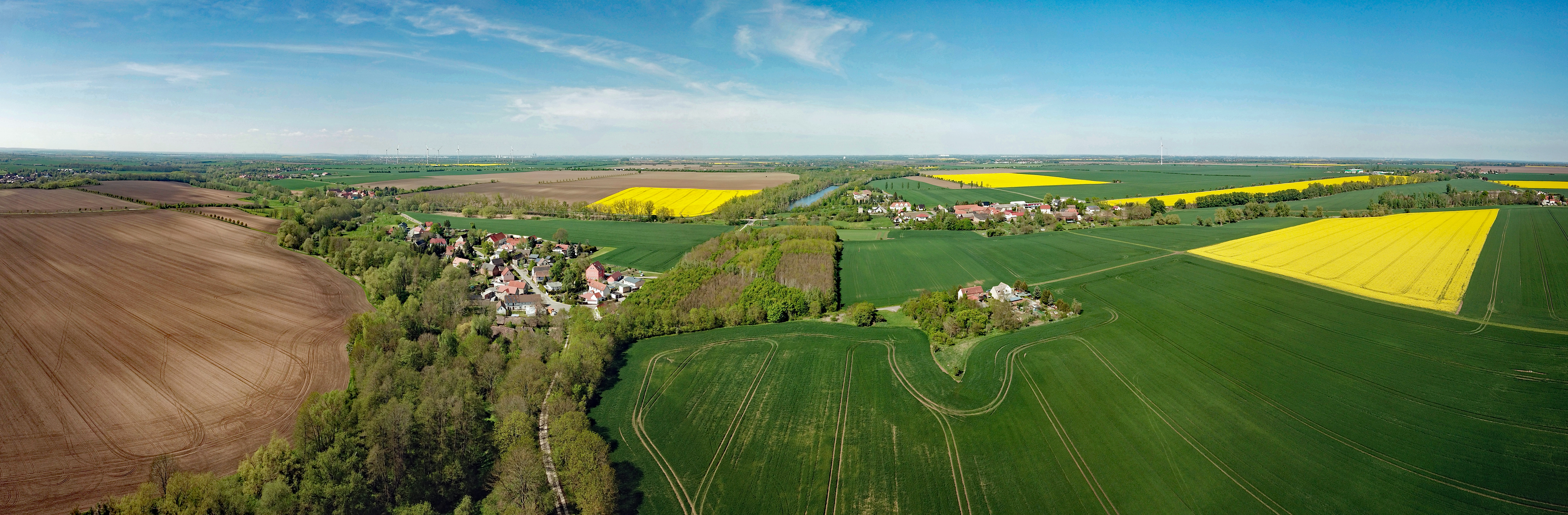
Luftbildpanorama von Sössen mit Gostau und Stößwitz

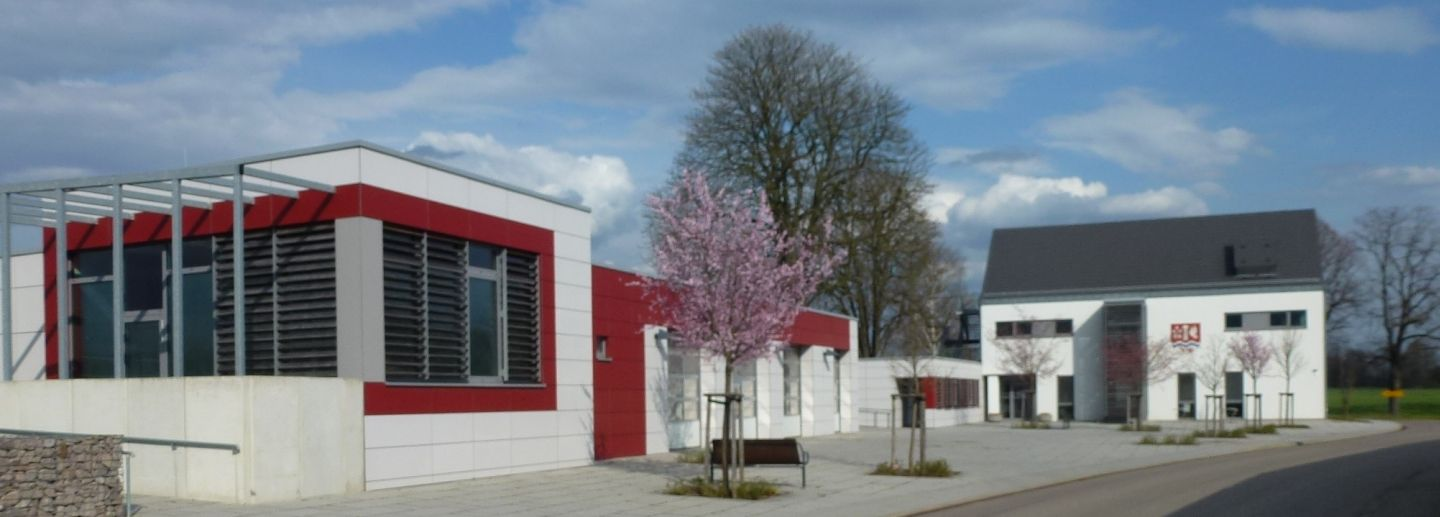
Gemeindezentrum Sössen in Gostau

Sössen ist ein Ortsteil der Stadt Lützen im Burgenlandkreis in Sachsen-Anhalt.

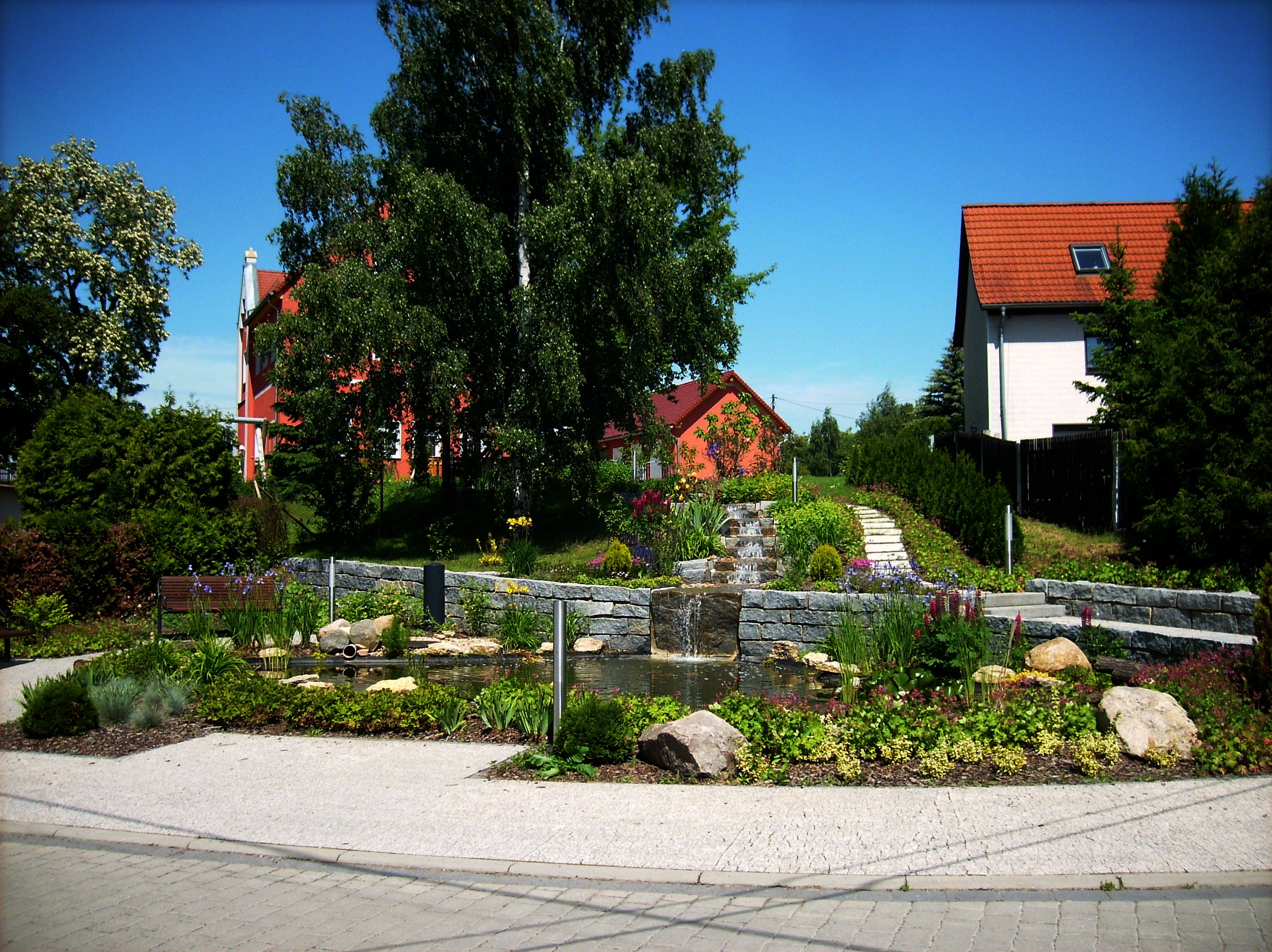
Brunnen in Sössen

## Geografie
Sössen liegt zwischen Leipzig und Weißenfels. Geografisch wird die Ortschaft der Leipziger Tieflandsbucht zugeordnet. Weiterhin zählt Sössen mit seinen Ortsteilen aufgrund des kohleführenden Untergrundes zur „Braunkohlenreservelagerstätte Lützen“.

### Gemeindegliederung
Die Ortschaft Sössen besteht aus den drei Ortsteilen Gostau, Sössen und Stößwitz.

## Geschichte
Der Ortsteil Gostau ist der älteste, er fand bereits im Jahre 1012 seine urkundliche Ersterwähnung. Der Ortsteil Sössen ist im Jahre 1277 erstmals nachgewiesen und das slawische Sackgassendorf Stößwitz wird auf das Jahr 1432 datiert. Sössen, Gostau und Stößwitz gehörten bis 1815 zum hochstift-merseburgischen Amt Lützen, das seit 1561 unter kursächsischer Hoheit stand und zwischen 1656/57 und 1738 zum Sekundogenitur-Fürstentum Sachsen-Merseburg gehörte. Durch die Beschlüsse des Wiener Kongresses kamen die drei Orte mit dem Westteil des Amts Lützen im Jahr 1815 zu Preußen. Sie wurden 1816 dem Kreis Merseburg im Regierungsbezirk Merseburg der Provinz Sachsen zugeteilt.
Bei der ersten Kreisreform in der DDR wurden Sössen, Gostau und Stößwitz am 1. Juli 1950 in den Kreis Weißenfels umgegliedert und nach Starsiedel eingemeindet. Mit der zweiten Kreisreform 1952 kamen die drei Orte zum Kreis Weißenfels im Bezirk Halle, der 1990 wieder zum Landkreis Weißenfels wurde und im Jahr 2007 im Burgenlandkreis aufging. Am 1. Januar 1957 wurde aus Sössen, Gostau und Stößwitz die Gemeinde Sössen gebildet, die im gleichen Zug aus Starsiedel ausgegliedert wurde.
Die Gemeinde Sössen wurde per Gesetz mit Wirkung zum 1. Januar 2011 in die Stadt Lützen eingemeindet und verlor dadurch seine politische Selbstständigkeit. Sie gehörte bis zu ihrer Auflösung der Verwaltungsgemeinschaft Lützen-Wiesengrund an, die ihren Verwaltungssitz in der Stadt Lützen hatte und ebenfalls am 1. Januar 2011 aufhörte zu existieren.

## Politik

### Gemeinderat
Der Gemeinderat aus Sössen setzte sich vor seiner Auflösung aus 8 Ratsfrauen und Ratsherren zusammen.
- Einzelbewerber 7 Sitze

(Stand: Kommunalwahl am 5. September 2004)

### Wappen
Das Wappen wurde am 1. Juli 2009 durch den Landkreis genehmigt.
Blasonierung: „In Rot über einem erhöhten silbernen Wellenschildfuß ein silberner Wasserturm mit gemauertem, schwarz gefugtem Turmschaft zwischen vorn einem silbernen Eichenzweig mit drei (1:2) Eicheln und zwei Blättern und hinten einer fliegenden silbernen Taube, der Schildfuß belegt mit oben einem blauen Wellenbalken und unten einem linksgewendeten roten Pflug.“
Die Farben der ehemaligen Gemeinde sind Weiß – Rot.
Das Wappen wurde vom Magdeburger Kommunalheraldiker Jörg Mantzsch gestaltet.

### Flagge
Die Flagge ist rot-weiß-rot (1:4:1) gestreift (Querform: Streifen waagerecht verlaufend, Längsform: Streifen senkrecht verlaufend) und mittig mit dem Gemeindewappen belegt.

## Wirtschaft und Infrastruktur

### Verkehr
Westlich des Ortschaftsgebietes verläuft die Bundesautobahn 9 (Berlin-Nürnberg), nordwestlich die Bundesstraße 87, die von Weißenfels nach Leipzig führt und nördlich die Bundesautobahn 38 Göttingen – Leipzig.

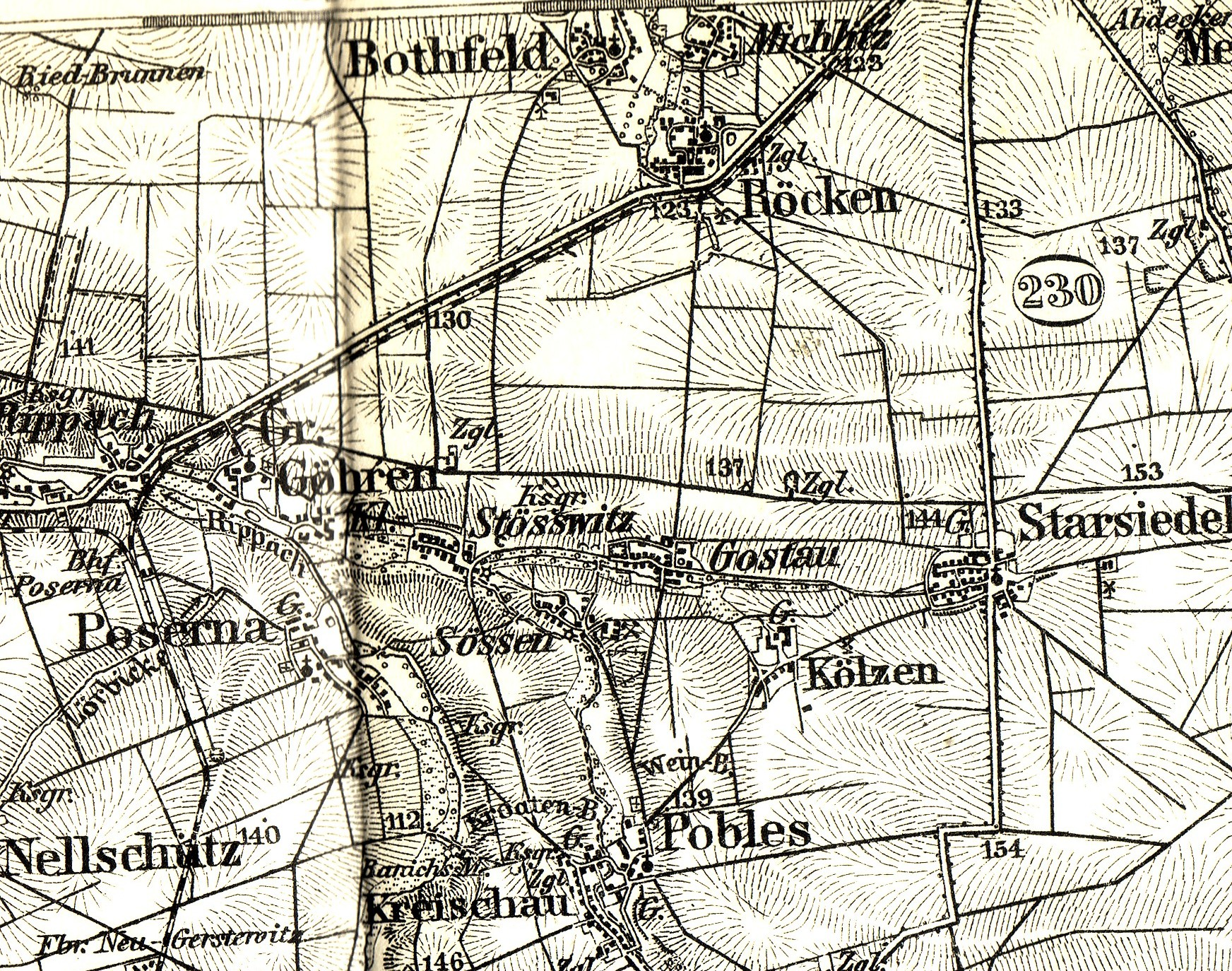
Historischer Kartenausschnitt: Gemeinde Sössen und nähere Umgebung 1903
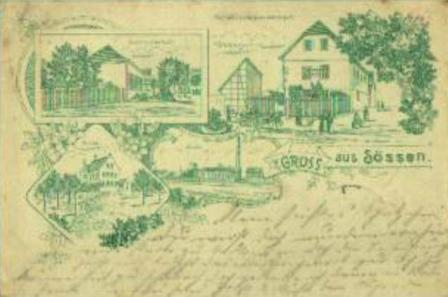
Ansichtskarte von Sössen aus dem Jahr 1900 mit Gasthof zur goldenen Nachtigall, Kegelbahn, Schule und Grube

## Braunkohlenlagerstätte und Abbaupläne

Profil der Geologie von Sössen mit Braunkohlenflözen

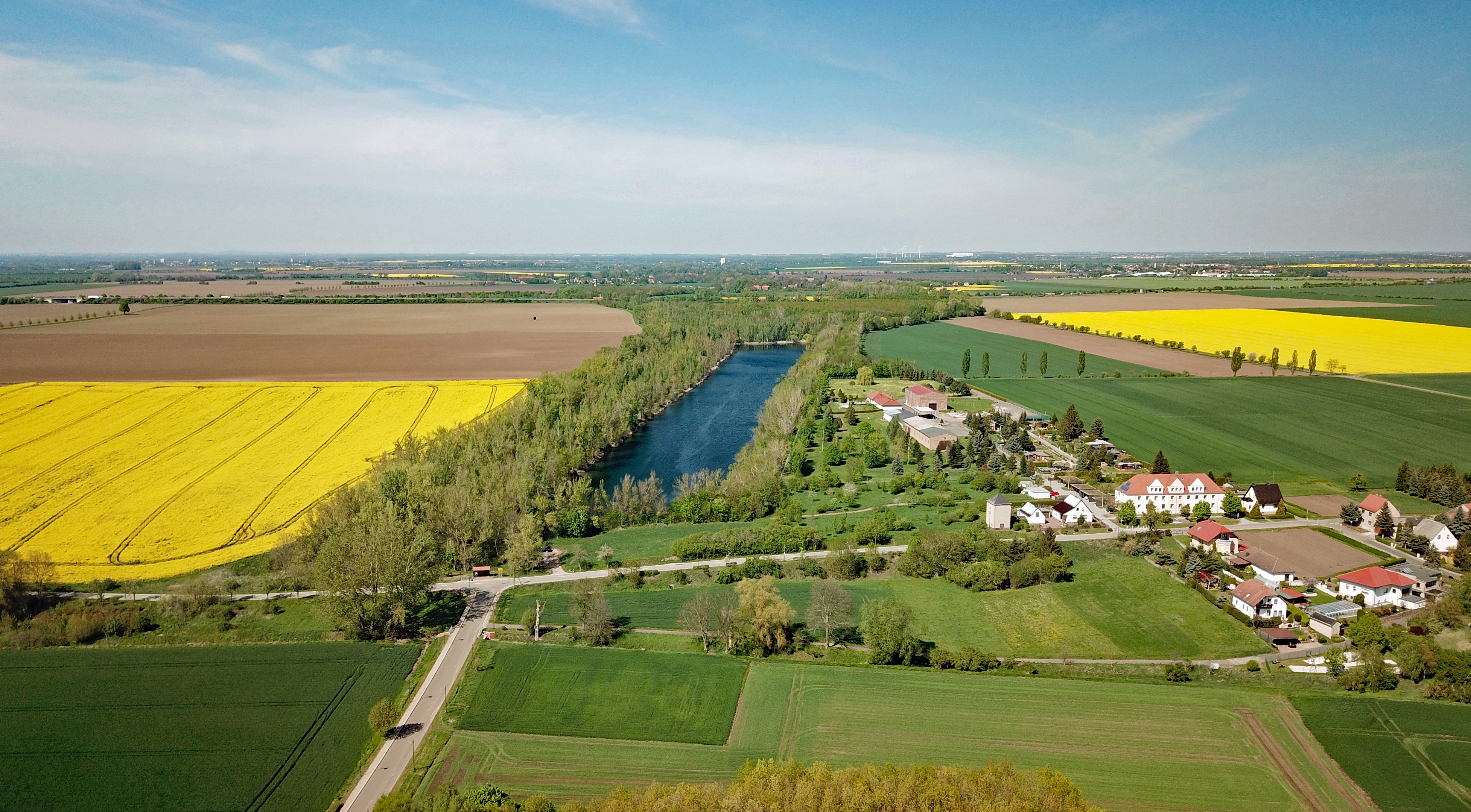
Luftbild des Tagebaurestlochs

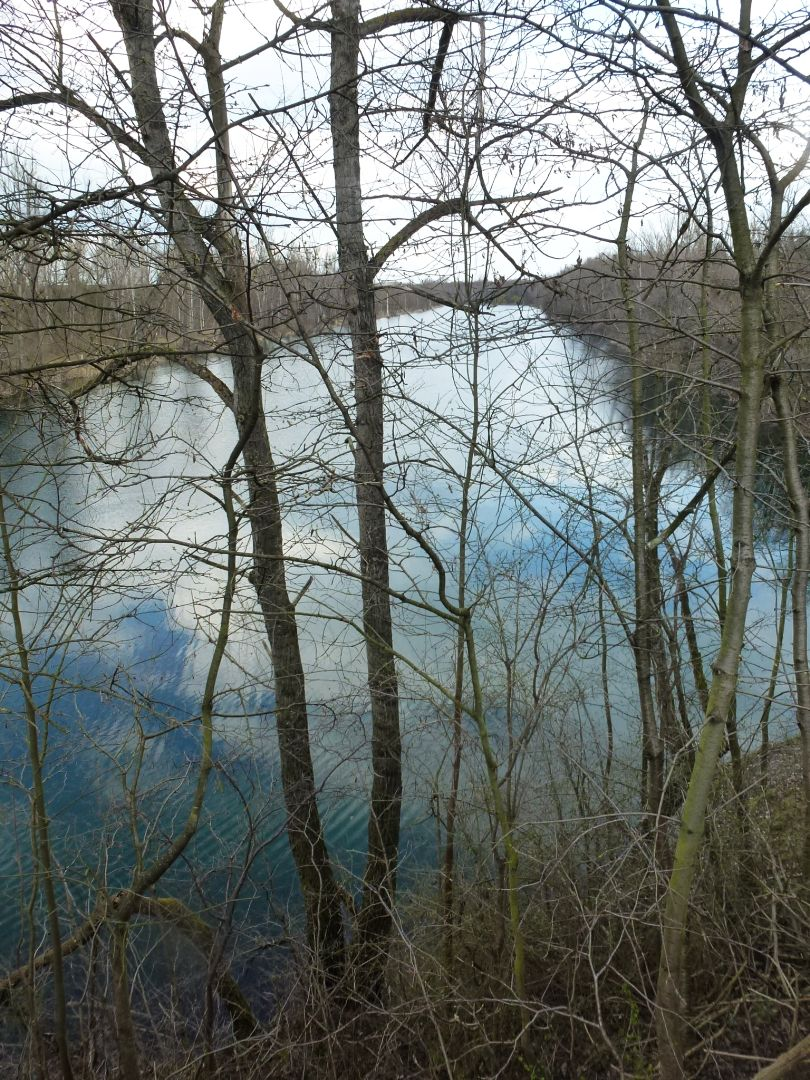
Tagebaurestloch bei Gostau

Die Ortschaft Sössen zählt aufgrund ihres kohleführenden Untergrundes mit zur Braunkohlenlagerstätte, die sich unter und um Lützen befindet und gehört geologisch zum Weißelsterbecken der Leipziger Tieflandsbucht.
Bereits 1920 wurde der Tagebau Gustav Adolf aufgeschlossen. Aufgrund von Problemen mit dem Grundwassersystem musste der Abbau aber bereits 1929 eingestellt werden. Ein markanter Bauzeuge aus dieser Zeit ist die noch existierende, allerdings verfallene Kohlebeschickungsanlage, die unweit von Röcken parallel zur bereits zurückgebauten Bahnstrecke gebaut worden war. Nach 1990 wurde die Kippe des Tagebaus mit Weichholzgewächsen aufgeforstet.
Umfassende Abbaupläne in Gestalt eines Großtagebaus wurden in der Folgezeit, insbesondere während des Bestehens der DDR nicht mehr verwirklicht, wenn auch 1984 bis 1985 Erkundungsbohrungen auf Veranlassung der Bezirksplankommission des Bezirkes Halle im Feld Lützen durchgeführt wurden, die eine spätere Devastierung der Gemeinde Röcken im Rahmen der von der SED verkündeten Energiewirtschaftspolitik zur "radikalen Ausbeutung aller Braunkohlelagerstätten" frühestens nach dem Jahr 2000 vorsahen.
Anfang Februar 2006 gab die Mitteldeutsche Braunkohlengesellschaft bekannt, Probebohrungen zur Untersuchung der Kohlequalität in den Gemeinden Röcken und Sössen hinsichtlich einer etwaigen späteren Erschließung durchzuführen. Diese Probebohrungen begannen am 20. Juli 2006 im Ortsteil Stößwitz, was den Protest der Einwohner hervorrief. Es bildete sich eine Bürgerinitiative, die inzwischen mit den Initiativen der Nachbargemeinde Röcken und der nahen Stadt Lützen zusammen wirkt. Am 10. Februar 2007 erklärten die gegen den Braunkohlenabbau agierenden Bürgerinitiativen von Röcken und Sössen ihren Zusammenschluss und den Beitritt zum Aktionsbündnis "Zukunft statt Braunkohle" in Schneidlingen.
Einwohnerbefragungen ergaben in beiden Gemeinden eine überwältigende Mehrheit der Bürger, die gegen den Aufschluss eines Tagebaus ist und ihre Heimat verteidigen will.